# Cuadradillo
Un cuadradillo es una regla de sección cuadrada, maciza o hueca, que se emplea para trazar líneas rectas. 
Los cuadradillos pueden hacerse en madera o metal y se emplean para hacer líneas paralelas y equidistantes en el papel, haciéndolo girar después de trazada la línea alrededor de la arista que se ha utilizado hasta que se apoye en el papel por la cara siguiente. 
Los cuadradillos de madera suelen tener, para que no se astillen las aristas, un refuerzo de latón en cada una, refuerzo que consiste en un lámina de latón que penetra en el ángulo todo a lo largo del cuadradillo. 
Los cuadradillos de metal suelen ser de latón y pueden estar niquelados. Unas veces se hacen macizos, cuando la sección es pequeña, y otras, huecos, para mayores secciones, con objeto de disminuir el peso de la herramienta. Lo ordinario es hacer juegos de cuadradillos que se encajan unos en otros.